# Миртовичі
Миртовичі (словен. Mirtoviči) — поселення в общині Осилниця, регіон Південно-Східна Словенія, Словенія.